# Santos Michelena (município)
Santos Michelena é um município da Venezuela localizado no estado de Aragua.
A capital do município é a cidade de Las Tejerias.